# Doğa Özüm
Doğa Özüm (Estambul, 20 de mayo de 1997) es una actriz y modelo turca, conocida por interpretar el papel de Pina Bolat en la serie Sen Çal Kapımı.

## Biografía
Doğa Özüm nació el 20 de mayo de 1997 en Estambul (Turquía), y tiene un hermano menor llamado Anıl Can Özüm.

## Carrera
Doğa Özüm comenzó sus estudios en Estambul, después de graduarse de la escuela secundaria, continuó su educación universitaria en el departamento de teatro de la Universidad Maltepe de Estambul.
En 2019 hizo su primera experiencia actoral con el personaje de Gizem en la serie emitida en Fox Mucize Doktor. Al año siguiente, en 2020, interpretó al personaje de Rüya Örnek en la serie emitida en Fox Öğretmen.
En 2021 se unió al elenco de la segunda temporada de la serie emitida en Fox Sen Çal Kapımı, con el personaje de Pina Bolat. En el mismo año ocupó el papel de Sultán en la película 15/07 Şafak Vakti dirigida por Berker Berki y Ömer Faruk Sorak.

## Filmografía

### Cine
| Año  | Título            | Personaje | Director                        |
| ---- | ----------------- | --------- | ------------------------------- |
| 2021 | 15/07 Şafak Vakti | Sultan    | Berker Berki y Ömer Faruk Sorak |

### Televisión
| Año  | Título         | Personaje  | Cadeña | Notas        |
| ---- | -------------- | ---------- | ------ | ------------ |
| 2019 | Mucize Doktor  | Gizem      | Fox    |              |
| 2020 | Öğretmen       | Rüya Örnek | Fox    | 9 episodios  |
| 2021 | Sen Çal Kapımı | Pina Bolat | Fox    | 12 episodios |